# Fasnia

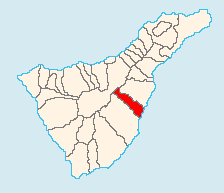
Localização de Fasnia

Fasnia é um município da Espanha na província de Santa Cruz de Tenerife, comunidade autónoma das Canárias. Tem 45,1 km² de área e em 2021 tinha 2 807 habitantes (densidade: 62,2 hab./km²).

## Demografia
| Variação demográfica do município entre 1991 e 2004 | Variação demográfica do município entre 1991 e 2004 | Variação demográfica do município entre 1991 e 2004 | Variação demográfica do município entre 1991 e 2004 |
| --------------------------------------------------- | --------------------------------------------------- | --------------------------------------------------- | --------------------------------------------------- |
| 1991                                                | 1996                                                | 2001                                                | 2004                                                |
| 2222                                                | 2434                                                | 2407                                                | 2704                                                |